# Crimson Dragon
Crimson Dragon est un jeu vidéo de type rail shooter développé par Grounding Inc et édité par Microsoft Studios, sorti en 2013 sur Xbox One.

## Accueil
- Destructoid : 8/10[1]
- Edge : 5/10[2]
- Game Informer : 6/10[3]